# مقدسية أنا (رواية)
رواية مقدسيةٌ أنا، هي الرواية الأولى  للشاعر والروائي علاء مهنّا، حصلت على جائزة الكاتب الشاب التي نظمتها مؤسسة عبد المحسن القطان في العام 2009.  وقد صدرت الطبعة الأولى منها عن دار الأهليّة للنشر والتوزيع، الأردن، عام 2011.
"تدخل هذه الرواية مناطق شائكة قلّ ما تمّ الإلتفات إليها روائياً، حيث تنقل جانباً مهماً من حياة شريحة طلابيّة فلسطينيّة في القدس (حاملي الهويّة الإسرائيليّة)، والمعاناة الّتي يواجهونها إزاء الهويّة، ومعنى النضال وأساليبه.
تنطوي الرواية على نقد ذاتيّ عنيف، ومحاولة للتمرّد على القولبة النمطيّة الّتي تصنعها الطوائف والعشائر والإحتلال أيضاً، كما تطرح أسئلة حيويّة ومصيريّة تطال مناحي متنوعّة في الحياة، وهناك تمرّد... وشخصيّات واضحة، وسرد مشوق.
كما تتميّز هذه الرواية، الّتي تنبئ عن موهبة واعدة، بأنّها تطرح الواقع السياسيّ للفلسطينيّ في علاقته مع الجدار، وتشظّي المجتمعات الأصلية، ومشكلاتها الإجتماعية.
Goodreads